# Duck Sauce
A Duck Sauce egy amerikai-kanadai dj duó, mely 2009-ben alakult New Yorkban. Tagjai az amerikai Armand Van Helden, és a kanadai Dj A-Trak. Legismertebb slágerük a Barbra Streisand című dal.

## Története
A duó első dala az aNYway mely New Yorkot jelöli a dalcímben, a csapat származása miatt. A dalt eredetileg New York Way-nek hívták, de később rövidítették. A dal zenei alapjait a Final Edition I Can Do It című dalából merítették. A duó debütáló EP-je, a Greatest Hits 2010. július 15-én jelent meg.
2010 nyarán megjelent a Barbra Streisand című dal, melyet a színésznő, énekes Barbra Streisandról neveztek el. A dal eredetije az 1979-es Boney M Gotta Go Home című dala, valamint az 1973-as német Nighttrain Hallo Bimmelbahn című dalok alapján fekszik. A dal ezen változatának szövegét Heinz Huth írta. A dalt először 2010-ben mutatták be a Miami Winter Music Conference-ben, és jelentős dj és rádiós támogatást szerzett magának a dal az Egyesült Királyságban, Írországban, Németországban, Norvégiában, Ausztriában, Lengyelországban, Franciaországban, Finnországban, Romániában, Ausztráliában, Új-Zélandon, Dél-Afrikában és Srí-Lankán is. A dal az Egyesült Királyság kislemez listáján a 3. helyig jutott.  majd 2010. szeptember 12-én elérte az Ausztrál ARIA listán az első helyet. Az amerikai Billboard Dance / Club Play listáján az 1. helyezést érte el a dal 2010. december 18-án.
A dal szerepelt a Vitamin Water frissítőt bemutató reklámban is, valamint a Glee tv-sorozat második szezonjának 18. epizódjában is hallható volt a dal. A videóklipet több mint 79 millióan tekintették meg.
A Big Bad Wolf című dal 2011-ben jelent meg. A videóklipben a nemi szervek helyét emberi fejekkel helyettesítették. Amikor Keith Schofield rendező felvetette ezt az ötletet azt hittük ez egy jó ötlet.
2013. június 6-án a Facebookon bejelentették az It's You című dal premierjét, mely teljességében 2013. június 25-én jelent meg. A videóklip egy fodrászüzletben játszódik, ahol a frizurák és a szereplők szemei ütemre mozognak. A videóklipet a 2013-as MTV Video Music Awardson jelölték.
2013 októberében megjelent a Radio Stereo című dal, mely eredetileg a The Members nevű csapat 1982-ben megjelent Radio című dalának átirata. Nigel Bennet a The Members tagja nagyon örült, hogy a Duck Sauce felfedezte a dalt, és feldolgozta.
2013. október 12-én a csapat fellépett a BBC Radio 1 műsorában, ahol az Essential Mix műsorának első óráiban kiadatlan demókat játszottak, mely 2014 januárjában megjelent a Duck Dropping című EP-n.
2014. április 14-én megjelent a csapat első stúdióalbuma a Quack, mely a Gold Records kiadásában jelent meg. Az album 12 dalt tartalmaz, köztük a Barbra Streisand, aNYway, It's You, valamint az  NRG című dalt, mely Melissa Manchester 1985-ös Energy című dalának feldolgozása.

## Diszkográfia

### Albumok
| Cím   | Megjelenés                                                                                         |
| ----- | -------------------------------------------------------------------------------------------------- |
| Quack | - Megjelent: 2014. április 14. - Label: Fool's Gold Records - Formátum: Digitális letöltés, CD, LP |

### EP-k
| Cím            | Megjelenés                                                                 |
| -------------- | -------------------------------------------------------------------------- |
| Greatest Hits  | - Megjelent: 2010. június 15. - Label: Fool's Gold Records - Formátum: 12" |
| Duck Droppings | - Megjelent: 2014. január 20. - Formátum: Digitális letöltés               |

### Kislemezek
| Év                                                                    | Dal                | Legjobb slágerlistás helyezések | Legjobb slágerlistás helyezések | Legjobb slágerlistás helyezések | Legjobb slágerlistás helyezések | Legjobb slágerlistás helyezések | Legjobb slágerlistás helyezések | Legjobb slágerlistás helyezések | Legjobb slágerlistás helyezések | Legjobb slágerlistás helyezések | Legjobb slágerlistás helyezések | Legjobb slágerlistás helyezések | Díjak, jelölések                                           | Album |
| Év                                                                    | Dal                | CAN                             | US                              | AUS                             | AUT                             | BEL (FL)                        | FRA                             | GER                             | IRE                             | NL                              | SWI                             | UK                              | Díjak, jelölések                                           | Album |
| --------------------------------------------------------------------- | ------------------ | ------------------------------- | ------------------------------- | ------------------------------- | ------------------------------- | ------------------------------- | ------------------------------- | ------------------------------- | ------------------------------- | ------------------------------- | ------------------------------- | ------------------------------- | ---------------------------------------------------------- | ----- |
| 2009                                                                  | "aNYway"           | —                               | —                               | —                               | —                               | 26                              | 38                              | —                               | —                               | 49                              | —                               | 22                              |                                                            | Quack |
| 2010                                                                  | "Barbra Streisand" | 35                              | 89                              | 9                               | 1                               | 1                               | 3                               | 3                               | 2                               | 1                               | 1                               | 3                               | - AUS: Platina - CAN: Platinum - FIN: Arany - GER: Platina | Quack |
| 2011                                                                  | "Big Bad Wolf"     | —                               | —                               | —                               | —                               | 16                              | —                               | —                               | —                               | —                               | —                               | 79                              |                                                            |       |
| 2013                                                                  | "It’s You"         | –                               | —                               | —                               | —                               | 46                              | 47                              | —                               | —                               | —                               | —                               | —                               |                                                            | Quack |
| 2013                                                                  | "Radio Stereo"     | —                               | —                               | —                               | —                               | 103                             | —                               | —                               | —                               | —                               | —                               | —                               |                                                            | Quack |
| 2014                                                                  | "NRG"              | —                               | —                               | —                               | —                               | 73                              | —                               | —                               | —                               | —                               | —                               | 121                             |                                                            | Quack |
| 2014                                                                  | "Ring Me"          | —                               | —                               | —                               | —                               | —                               | —                               | —                               | —                               | —                               | —                               | —                               |                                                            | Quack |
| "—" nem volt slágerlistás helyezés, vagy nem jelent meg az országban. |                    |                                 |                                 |                                 |                                 |                                 |                                 |                                 |                                 |                                 |                                 |                                 |                                                            |       |